# Дмитриев, Виктор Васильевич
Виктор Васильевич Дмитриев (13 ноября 1941, Новая Деревня, Барышский район Ульяновской области — 6 апреля 2020, Тольятти) — советский и российский театральный актёр, народный артист Российской Федерации (2006).

## Биография
Окончил Ярославское театральное училище при Академическом театре имени Фёдора Волкова.
В 1966 году окончил драматическую студию при Куйбышевском академическом театре имени Максима Горького (руководитель — Пётр Монастырский).
Работал в театрах Иваново, Ульяновска. После был актёром Ярославского академического театра драмы имени Федора Волкова (1974—1988).
В 1988 году совместно с Г. Б. Дроздовым, Е. И. Князевым и Н. С. Дроздовой переехал в Тольятти, где был одним из создателей театра «Колесо».
С 1988 года актёр драматического театра «Колесо» имени Г. Б. Дроздова.
В 1993 году Виктору Дмитриеву было присвоено почётное звание «Заслуженный артист Российской Федерации».
В 2006 году Виктору Васильевичу Дмитриеву присвоено звание Народного артиста Российской Федерации.

## Театральные работы
- Женитьба — Жевакин
- Жозефина и Наполеон — Наполеон
- Зойкина квартира — Аллилуйя
- Дядюшкин сон — князь К.
- Хочу сниматься в кино — Херб Такер
- Зыковы — Муратов
- Лавина — Старейшина общины